# Karol Šmidke
Karol Šmidke (Ostrava-Vítkovice, 21 de enero de 1897 – Bratislava, 15 de diciembre de 1952), nacido Karel Schmidke, fue un político eslovaco, funcionario del Partido Comunista de Checoslovaquia (KSČ) y del Partido Comunista de Eslovaquia (KSS).
Fue una figura importante del Levantamiento Nacional Eslovaco y entre 1944 y 1945 copresidió el Consejo Nacional Eslovaco (Slovenská národná rada, SNR) junto con Vavro Šrobár. Entre 1945 y 1946 fue presidente de la Junta de Comisarios y, entre 1948 y 1950, del SNR. En la década de 1950 fue acusado de nacionalismo burgués y obligado a abandonar la vida política.

## Biografía
Karol Šmidke nació el 21 de enero de 1897 en Vítkovice (en la actualidad parte de la ciudad checa de Ostrava), en las difíciles condiciones sociales en que vivían las clases trabajadoras al final de la Monarquía de los Habsburgo. Era el segundo hijo de Valentín Schmidke, un técnico de minas de orientación izquierdista, y de Františka Ožanová.
Se ha conservado un duplicado de su partida de bautismo, en la que consta que fue bautizado el 24 de enero de 1897 con el nombre de Karel Schmidke por el sacerdote católico Josef Kuč. En la Unión Soviética, durante la guerra, tuvo problemas con su apellido, ya que sonaba alemán, por lo que, a petición suya, el Comité Nacional Provincial Moravo-Silesio de Ostrava, mediante un decreto especial del 18 de marzo de 1947, le permitió cambiárselo. El 26 de abril de 1947, cuando tenía 50 años, el Comité del Interior del Consejo Nacional Eslovaco de Bratislava aprobó su nuevo nombre, Karol Šmidke.

### Juventud y actividad en el aparato del Partido Comunista de Checoslovaquia
Su padre era técnico de minas y en 1899, cuando Šmidke tenía dos años, la familia se trasladó a Bosnia. Allí, el joven recibió una educación multilingüe. En su casa se hablaba checo, su entorno era de habla serbocroata y, de 1903 a 1910, asistió a una escuela primaria alemana. En 1910 su padre le matriculó en una escuela de oficios de Tuzla, de la que fue expulsado en 1911 por participar en la manifestación del Primero de Mayo. De 1911 a 1914 trabajó como aprendiz de carpintero en la mina estatal de carbón de Kreka. A los diecisiete años, cuando estalló la Primera Guerra Mundial, se alistó voluntario en el ejército austrohúngaro. Sirvió en la infantería de marina, donde alcanzó el rango de suboficial.
Al finalizar la guerra y constituirse la Primera República Checoslovaca, en 1919 se trasladó a Banská Štiavnica, donde trabajó en una mina. Se afilió al Partido Comunista de Checoslovaquia (KSČ) el 14 de mayo de 1921 y fue delegado al congreso fundacional del partido en Praga. Desde mediados de la década de 1920 ocupó diversos cargos en el aparato del KSČ en Liptovský Mikuláš, Trenčín y Banská Bystrica. Al mismo tiempo, fue representante del Sindicato de Metalúrgicos en Bratislava y secretario de los Sindicatos Rojos (comunistas) de Eslovaquia. De 1929 a 1930 estudió en la Escuela Internacional Lenin de Moscú (estudios a distancia, no presenciales). En 1935 fue elegido diputado en la Asamblea Nacional por el Partido Comunista de Checoslovaquia (en la base de datos de diputados su nombre figura como Karol Schmidke). Ejerció este cargo hasta que el Partido Comunista de Checoslovaquia fue ilegalizado y disuelto en diciembre de 1938.
En enero de 1939 se trasladó a Praga con su familia. Se le encomendaron responsabilidades políticas en las direcciones regionales clandestinas del KSČ en Moravia y mantuvo contactos con militantes del incipiente Partido Comunista de Eslovaquia (KSS), también clandestino.

### Participación en la resistencia y el Levantamiento nacional eslovaco

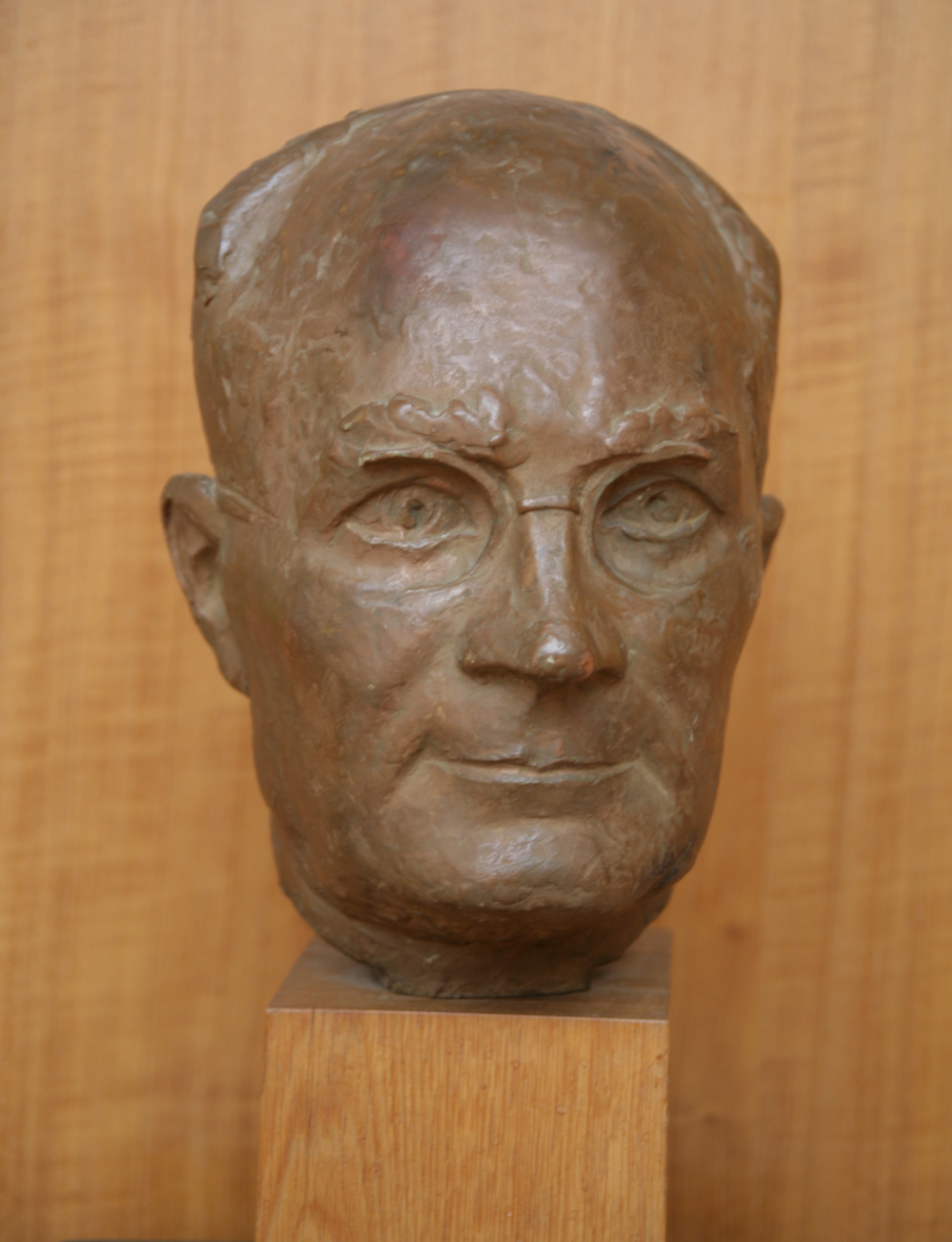
Busto del líder del Levantamiento Nacional Eslovaco Karol Šmidke, obra del escultor eslovaco Vojtech Remeň.

Tras la disolución de la Segunda República checoslovaca y el establecimiento de la República Eslovaca, aliada de la Alemania nazi, el 10 de agosto de 1939 emigró a la Unión Soviética a través de Polonia por encargo del Comité Central del partido. Allí residió entre 1941 y 1942, y asistió a la Escuela Superior Lenin de Kushnarenkovo. Tras graduarse, trabajó en la dirección política del ejército soviético en Moscú, donde también colaboró en las retransmisiones de la emisora propagandística Za slovenskú slobodu («Por la libertad eslovaca»). Además, abordó con la dirección exterior del Partido Comunista de Checoslovaquia la manera de resolver las relaciones mutuas entre checos y eslovacos. También visitó los campos de prisioneros en los que se encontraban internados prisioneros de guerra del ejército de la República Eslovaca.
Se le encomendaron otras tareas políticas y el 22 de junio de 1943 fue enviado de vuelta a Eslovaquia a través de Polonia junto con Karel Bacílek para organizar la resistencia. La dirección moscovita del KSČ pidió a los comunistas eslovacos que intensificaran su actividad en la lucha contra los fascistas. Fundó, junto con Gustáv Husák, la quinta dirección central (ilegal) del Partido Comunista de Eslovaquia. Durante el tiempo que permaneció en la más estricta clandestinidad, vivió y trabajó con nombres falsos. Contribuyó a la formación de la resistencia antifascista y a la creación del Consejo Nacional Eslovaco (SNR), también clandestino. En diciembre de 1943 fue uno de los firmantes del llamado Acuerdo de Navidad, que unió a la resistencia comunista y no comunista de Eslovaquia.
Fue el jefe de la delegación del Consejo Nacional Eslovaco, formada por oficiales militares y políticos, que voló a la Unión Soviética el 4 de agosto de 1944 para informar al lado soviético y a los representantes del exilio checoslovaco sobre la situación en Eslovaquia y coordinar con el Ejército Rojo la acción antifascista armada interna. La aeronave fue facilitada por el propio ministro de Defensa, Ferdinand Čatloš, que envió un memorándum en el que planteaba la posibilidad de que el ejército eslovaco pasara a integrar las filas de las fuerzas aliadas y de que se abrieran los pasos de los Cárpatos al Ejército Rojo. El 27 de agosto de 1944, Šmidke y otros miembros de la delegación mantuvieron conversaciones en Moscú con el representante del gobierno checoslovaco en el exilio, František Němec.
El estallido del levantamiento sorprendió a Šmidke en la capital soviética. La delegación eslovaca salió de Moscú tuvo lugar en la mañana del 3 de septiembre y el 4 de septiembre de 1944 llegó a territorio rebelde. Continuó ejerciendo sus funciones como copresidente del SNR (el otro era Vavro Šrobár), y también ocupó altos cargos en el Estado Mayor de las Tropas Partisanas en Eslovaquia (HŠPO) y en el Consejo de Defensa de Eslovaquia. Fue coorganizador del congreso de unificación del Partido Comunista de Eslovaquia y el Partido Socialdemócrata en Banská Bystrica, celebrado el 17 de septiembre de 1944, y en el que presentó una ponencia. Además, resultó elegido presidente del partido unificado. Pasó a la clandestinidad tras la retirada de los insurrectos a las montañas, y organizó la resistencia y la asistencia a los partisanos combatientes en Prešov, Bratislava y Nitra.

### El cénit de su carrera política tras la guerra

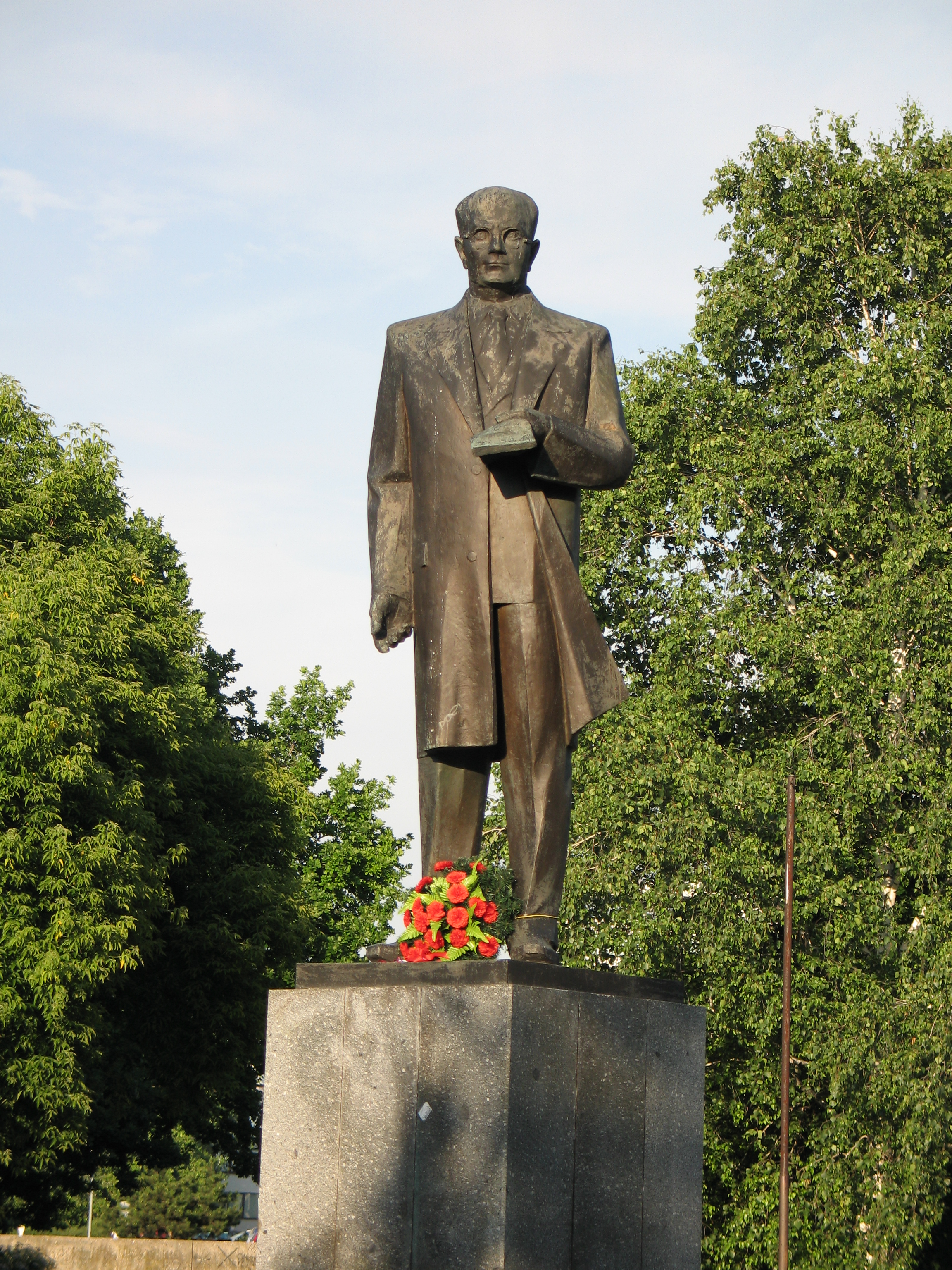
Escultura de bronce de Karol Šmidke en el Parque Andrej Hlinka (antiguo Parque Karol Šmidke) de Ružinov (Bratislava).

Tras la guerra, se convirtió en uno de los políticos eslovacos más destacados. Formó parte de la delegación del Consejo Nacional Eslovaco que negoció con el presidente Edvard Beneš el 1 de junio de 1945 para tratar temas como el estatus de Eslovaquia dentro de la república restaurada. Estas negociaciones desembocaron en el llamado Primer Acuerdo de Praga, firmado el 2 de junio, que confirmaba al Consejo Nacional como titular de la parte del poder estatal en Eslovaquia no atribuida explícitamente a los órganos centrales de la República Socialista Checoslovaca. El Consejo tendría facultades gubernamentales, ejecutivas y legislativas, decidiría sobre cuestiones de personal en Eslovaquia, aprobaría los decretos presidenciales y nombraría y destituiría a los miembros de su órgano ejecutivo, la Junta de Comisarios.
Ocupó varios altos cargos en el Estado y en el partido. El 8 de abril de 1945 se convirtió en miembro del Comité Central Provisional del Partido Comunista de Checoslovaquia, a través del cual los dirigentes de los comunistas eslovacos eran cooptados para formar parte de la dirección nacional del partido. El IX Congreso del Partido Comunista de Checoslovaquia (1949) le confirmó en este cargo, en el que permaneció hasta febrero de 1951. En la Conferencia de Žilina del Partido Comunista de Eslovaquia (KSS), celebrada en agosto de 1945, resultó elegido asimismo vicepresidente del KSS, cargo que ocupó hasta 1950. Entre 1945 y 1951 fue miembro del Comité Central del KSS.
De septiembre de 1945 a agosto de 1946 fue presidente de la 6.ª Junta de Comisarios. Su acceso a este cargo (de facto, el de Primer Ministro eslovaco) relegó a un segundo plano al anterior líder de los comunistas eslovacos, Gustáv Husák, y el liderazgo del KSS pasó a manos de funcionarios centralistas y favorables a Praga.
Entre 1946 y 1948 fue vicepresidente y entre 1948 y 1950 presidente del Consejo Nacional Eslovaco. Entre 1945 y 1948 presidió la Unión de Partisanos Eslovacos. Durante los años de posguerra participó en las negociaciones relativas al ordenamiento jurídico del Estado checoslovaco. En marzo de 1947 participó en una reunión de comunistas checos y eslovacos que se convocó para tratar el asunto, en la que, en principio, se mostró favorable a las propuestas centralizadoras que reducían las competencias de Eslovaquia, aunque intentó mantener cierto margen de maniobra en las cuestiones de detalle.
Entre 1945 y 1946 fue miembro de la Asamblea Nacional Provisional por el KSČ. Permaneció en el parlamento hasta las elecciones parlamentarias de 1946, tras las cuales pasó a ser diputado de la Asamblea Nacional Constituyente por el KSČ. En agosto de 1945 fue elegido diputado del Consejo Nacional Eslovaco por los delegados de los comités nacionales, cargo que ocupó hasta 1946. Tras las elecciones de 1946, resultó reelegido miembro del Consejo Nacional Eslovaco. Asimismo, en las elecciones de 1948 obtuvo un escaño en el Consejo Nacional Eslovaco. Paralelamente, en las elecciones a la Asamblea Nacional de 1948, resultó elegido diputado del KSČ por la circunscripción de Banská Bystrica.

### Acusaciones de nacionalismo burgués
Su carrera se vio truncada en 1950, cuando fue acusado de nacionalismo burgués y se vio obligado a abandonar la vida política. Ya en 1948 se empezó a debatir en el seno del KSČ la amenaza del nacionalismo burgués, es decir, la prevalencia de las cuestiones nacionales sobre las sociales e ideológicas. En marzo de 1950, la campaña contra el nacionalismo burgués entró en su fase aguda con la destitución de Vladimír Clementis como ministro de Asuntos Exteriores de Checoslovaquia. También aparecieron las primeras señales que apuntaban a la salida de Šmidke del poder. El 31 de marzo de 1950, Šmidke dimitió como jefe del departamento de cuadros del Comité Central del KSS. En abril de 1950, Viliam Široký criticó duramente a otros funcionarios (Gustáv Husák, Laco Novomeský) e indirectamente a muchos otros, entre ellos a Šmidke, por su «sumisión al nacionalismo burgués». En el IX Congreso del KSS, celebrado en mayo de 1950, se discutieron abiertamente los supuestos errores de Šmidke y, aunque este hizo autocrítica, no logró revertir su caída en desgracia. Dimitió como diputado del Consejo Nacional Eslovaco en julio de 1950.
En una reunión del Comité Central del KSČ celebrada en febrero de 1951, el líder comunista eslovaco Štefan Bašťovanský presentó un informe sobre «el descubrimiento de las actividades de espionaje de V. Clementis y las actividades facciosas antipartido de los nacionalistas burgueses en el KSČ». Respecto de Šmidke dijo que había olvidado sus orígenes obreros y propuso su expulsión del Comité Central, que se efectuó de inmediato. Se le privó de todos sus cargos públicos y de partido, a excepción de su escaño en la Asamblea Nacional.
Posteriormente fue relegado al poco relevante puesto de director de la planta Tesla de Bratislava. Murió en Bratislava el 15 de diciembre de 1952 en circunstancias poco claras.

## Honores
Fue rehabilitado en 1963, tras su muerte, y el 20 de enero de 1967 se le otorgó la condecoración de Héroe de la República Socialista Checoslovaca in memoriam.
Muchas calles de Eslovaquia fueron nombradas en honor a Šmidke, denominación que algunas siguen conservando hoy en día (por ejemplo, en Trenčín, Zvolen, Humenné o Banská Štiavnica). En Bratislava, en la antigua calle Karol Šmidke del distrito de Ružinov, hay una escultura de Šmidke realizada por el escultor Vojtech Remeň.